# Prinzip der umgekehrten Pyramide

Grafische Darstellung des Prinzips der umgekehrten Pyramide am Beispiel des typischen Aufbaus einer Nachrichtenmeldung.

Das Prinzip der umgekehrten Pyramide („inverted pyramid“, gelegentlich auch als „Trichteraufbau“ bezeichnet) wird im Journalismus verwendet, um den typischen Aufbau von einzelnen Nachrichtenmeldungen, aber auch von ganzen Nachrichtenseiten oder -sendungen zu erklären („Nachrichtenpyramide“). In diesem Sinn stammt der Begriff aus der Kommunikations- und Medienwissenschaft und gehört in den Bereich der Nachrichtenforschung. Der Begriff wird aber inzwischen auch in anderen Bereichen verwendet, insbesondere im Kraftsport, und in der Verkaufspraxis.

## Anwendung im Journalismus
Das Prinzip der umgekehrten Pyramide im Journalismus besagt, dass Nachrichten mit den wichtigsten Informationen beginnen und dann immer unbedeutendere Angaben folgen. Bezogen auf einzelne Nachrichtenmeldungen bedeutet dies, dass am Anfang eine Überschrift und ein knapp formulierter Einstiegsatz (Leadsatz, Vorspann) mit den Kerninformationen über das jeweilige Ereignis stehen. Zu diesen Kerninformationen gehören Antworten auf sogenannte „W-Fragen“ (Wer hat was wann wo wie und warum getan?). Im zweiten Satz der Meldung folgen dann meist die Quelle der Informationen (woher = 7. W-Frage) und weitere wichtige Angaben. Daran schließen sich in weiteren Sätzen nähere Einzelheiten an, am Schluss der Meldung stehen Hintergründe, Ursachen, Wirkungen und Zusammenhänge (Faktendimensionierung).
Bezogen auf ganze Nachrichtenseiten oder -sendungen bedeutet das Prinzip der umgekehrten Pyramide, dass auf der Titelseite beziehungsweise am Sendungsbeginn die Hauptmeldungen („Aufmacher“) stehen und dann immer unbedeutendere folgen – bis zu „human interest“-Meldungen, Sport und Wetter. Hintergründe können meist nur auf hinteren Seiten beziehungsweise in nachfolgenden Sendungen dargestellt werden.
Der Grund für den Nachrichtenaufbau ist technischer Natur: Als Zeitungen noch mit Setzkästen gedruckt wurden, konnte eine Nachricht nur schnell der Aktualität folgend gekürzt werden, wenn sie nach dem Trichterprinzip formuliert war. Man strich sie einfach von unten her und hatte so wieder mehr Platz auf der Seite. Dieses Prinzip behielt man auch in späteren Jahren bei und übernahm es auch für Rundfunk und Fernsehen – auch weil es dem Leser oder Zuseher erlaubt, geistig auszusteigen und dennoch das Wichtigste erfahren zu haben.
Beispiel: In der Tagesschau besitzen alle Beiträge „Sollbruchstellen“, damit sie alle 30 Sekunden gekürzt werden können.[Beleg?] Deshalb ist die Tagesschau jeden Tag 14 Minuten lang.
Das Prinzip der umgekehrten Pyramide wird auch in der Pressearbeit (PR) angewandt, um den Journalisten als Empfängern von Pressemitteilungen bereits möglichst weitgehend vorbereitete Texte zur Verfügung zu stellen. Der Sinn der umgekehrten Pyramide ist in diesem Fall weiterhin, dass der Journalist, der eine Pressemitteilung übernimmt, diese entsprechend seiner redaktionellen Zeichenvorgabe nahezu an jeder beliebigen Stelle enden lassen kann.

### Kritikam Bild der umgekehrten Pyramide für den journalistischen Aufbau
Der große Vorteil des Prinzips der umgekehrten Pyramide im Journalismus besteht darin, dass sich einzelne Meldungen beziehungsweise ganze Seiten und Sendungen so aufbauen lassen, dass sie je nach Platz oder Sendezeit beliebig von hinten gekürzt werden können, ohne dass die Kerninformationen oder Hauptmeldungen verloren gehen. Nach diesem Prinzip geschriebene Nachrichtenmeldungen sind erstmals in den 1860er Jahren in den USA nachweisbar. Während des amerikanischen Bürgerkrieges und später waren Korrespondenten darauf angewiesen, bei der störanfälligen Übermittlung ihrer Berichte durch Telegrafen, die wichtigsten Informationen an den Anfang zu stellen. Wenn die Verbindung zusammenbrach, waren zumindest die Kerninformationen bereits übermittelt. Trotz dieser Vorteile dauerte es noch bis in den Anfang des 20. Jahrhunderts, bis sich das Prinzip der umgekehrten Pyramide weltweit im Nachrichtenjournalismus durchsetzte.
Ein Nachteil des Prinzips der umgekehrten Pyramide im Journalismus ist, dass Informationen über die Hintergründe, Ursachen, Wirkungen und Zusammenhänge von Ereignissen als erstes weggekürzt werden. Doch auch wenn Hintergrundinformationen in einer Meldung enthalten sind, stehen sie sehr weit entfernt von den (neuen) Kerninformationen am Anfang des Textes. Wenn also der Leser oder Hörer die ersten Sätze nicht versteht, kann er sie erst später einordnen – Neuigkeit geht also häufig zu Lasten der Verständlichkeit. Das Prinzip der umgekehrten Pyramide widerspricht dem normalen menschlichen Erzählverhalten, wonach über ein Ereignis eher chronologisch berichtet wird.
Darüber hinaus ist auch der Begriff der „umgekehrten Pyramide“ selbst missverständlich:
- Zum einen wird dieses Prinzip der Einfachheit wegen bei der grafischen Darstellung in der Regel als zweidimensionales Dreieck und nicht als dreidimensionale Pyramide dargestellt. Tatsächlich ist es zum Verständnis unerheblich, ob das Prinzip zwei- oder dreidimensional dargestellt wird.
- Und zum anderen ist nicht unbedingt ersichtlich, warum die Pyramide umgekehrt sein muss, also mit der Spitze nach unten. Um den typischen Nachrichtenaufbau darzustellen, könnten die wichtigsten (Top-)Informationen auch oben in der Spitze einer normal ausgerichteten Pyramide stehen. Eine häufige Erklärung für die Umkehrung der Pyramide ist, dass der oben stehende, (ge-)wichtigste Teil einer Nachricht auf diese Weise besser verdeutlicht werden kann.
- Zudem sind journalistische Nachrichten eigentlich in Pyramidenform aufgebaut („Nachrichtenpyramide“) und nicht umgekehrt. Das Kern als Spitze zuerst. Nachrichten sind streng informierend und nicht zum Überzeugen geschrieben und allein deshalb schon ein Derivat des Pyramiden-Prinzips von Barbara Minto.[3]

### Alternativen
- Beim Trichter-Aufbau beginnt ein Text oder eine Rede mit einer unbedeutenden Einzelheit und endet mit einer Schlussfolgerung. Dieser Aufbau wird beispielsweise in Reportagen und wirksamen Reden und Antworten verwendet.[4]
- Beim Ambossaufbau eines Textes handelt es sich um eine Kombination aus dem Prinzip der umgekehrten Pyramide (Trichter) und dem informierenden Pyramidenaufbau. Hier enthalten also sowohl der Beginn als auch der Schluss die wichtigsten Informationen. Dieser Aufbau wird zum Beispiel bei Kommentaren benutzt.
- Der moderne Nachrichtenaufbau berücksichtigt die Kritik an der umgekehrten Pyramide und geht von einem modularen Modell aus: Das Bausteinemodell. Die Bausteine – Kern, Quelle, Einzelheiten, Hintergrund – sind so angeordnet, dass Leser, Hörer und Zuschauer die Nachricht leicht rezipieren können (vgl. Schwiesau/Ohler, Nachrichten – klassisch und multimedial).

## Anwendung in der Rhetorik
Vor allem in der Rede- und Antwortpraxis wird die umgekehrte Pyramide als Bild verwendet, um einen überzeugenden und motivierenden Aufbau von einem zu unterscheiden, der nur informiert. Dessen Theorie ist „Das Prinzip der Pyramide“, das in Papieren und Chartfolgen von Strategieberatern und in der Folge in weiten Teilen der Wirtschaft verwendet wird, mit einer „Excutive Summary“ an der Spitze, auf die logisch geordnete Details verbreiternd folgen.
Das Prinzip der umgekehrten Pyramide dagegen beginnt breit und endet spitz, in der Form eines Trichters. Wirkungsvolle Reden und Antworten sind solchermaßen aufgebaut, etwa Reden von Barack Obama oder Twitter-Texte von Donald Trump: Die Pointierung erfolgt am Ende eine Rede-Moduls in Trichter-Form mit einem Zielsatz. (vgl. Wachtel, Das Zielsatz Prinzip, 2021)

## Anwendung im Kraftsport
Das Prinzip der umgekehrten Pyramide im Kraftsport besagt, dass man beim Gewichtheben mit einem schweren Gewicht anfängt und das Gewicht im Laufe des Trainings verringert. Normalerweise wird beim Gewichtheben das Training mit einem niedrigen Gewicht und vielen Wiederholungen begonnen. Danach wird das Gewicht allmählich gesteigert und die Zahl der Wiederholung immer mehr verringert. Diese Trainingsform ist am meisten verbreitet und gilt als verhältnismäßig sicher. Dagegen bedeutet die umgekehrte Pyramide beim Gewichtheben, dass das Training mit einem hohen Gewicht und wenigen Wiederholungen beginnt. Danach wird das Gewicht allmählich verringert und die Zahl der Wiederholungen immer mehr gesteigert. Bei dieser Trainingsform wird also das schwerste Gewicht gehoben, wenn der Sportler am frischesten ist. Deshalb besteht beim Gewichtheben nach dem Prinzip der umgekehrten Pyramide eine größere Verletzungsgefahr, wenn man sich vor dem Training nicht ausreichend aufwärmt.